# Phare de Sule Skerry
Le phare de Sule Skerry, est un phare situé sur l'île de Sule Skerry, à l'ouest et au large des îles de l'archipel des Orcades au nord des Highlands en Écosse.
Ce phare est géré par le Northern Lighthouse Board (NLB) à Édimbourg,l'organisation de l'aide maritime des côtes de l'Écosse.
Il est maintenant protégé en tant que monument classé du Royaume-Uni de catégorie A.

## Le phare
Le phare a été conçu par les ingénieurs civils écossais David Alan Stevenson et Charles Stevenson. Sa réalisation se fit durant les étés entre 1892 et 1894 pour une mise en service en 1895. Érigé sur le point culminant du centre de l'île, la tour cylindrique en maçonnerie blanche mesure 27 m de haut, avec galerie et lanterne noire. Il était, à l'origine, équipé d'une lentille de Fresnel géante dite « hyperradiante » de presque 5 m de diamètre.
Une station météorologique automatisée est construite près du phare. Une bouée météorologique du Met Office, située au large de l'île, est utilisée par la Marine Automatic Weather Station (MAWS) pour les prévisions marines de navigation du secteur.
Selon le Livre Guinness des records, le phare de Sule Skerry serait le phare le plus éloigné de Grande-Bretagne depuis son ouverture de 1895 jusqu'à son automatisation en 1982. L'îlot escarpé est situé à environ 65 km à l'ouest des Orcades.
L'île est une Zone de protection spéciale comme site important de nidification pour certains oiseaux marins.
Identifiant : ARLHS : SCO-231 - Amirauté : A3868 - NGA : 3568.

### Lien connexe
- Liste des phares en Écosse